# Antequera (Paragwaj)
Antequera – dystrykt (distrito) w środkowym Paragwaju, w departamencie San Pedro o powierzchni 1 492 km². Stanowi jeden z 18 dystryktów departamentu. W 2002 roku zamieszkany był przez 3 426 osoby. Miejscowość Antequera jest jedynym ośrodkiem miejskim na obszarze dystryktu.

## Położenie
Graniczy z departamentem Presidente Hayes na zachodzie i trzema dystryktami w obrębie departamentu San Pedro: 
- San Pedro del Ycuamandiyú na północy i wschodzie,
- San Pablo na wschodzie,
- Villa del Rosario na południu.

## Demografia
W 2002 roku dystrykt zamieszkiwały 3 426 osoby, w tym 1 726 mężczyzn (50,4%) i 1 700 kobiet (49,6%). Ludność miejska stanowiła 75,7% populacji dystryktu. Gęstość zaludnienia wynosiła 2 os./km².